# Championnat de Bulgarie de football 1957
Navigation
Saison précédente Saison suivante
La saison 1957 du Championnat de Bulgarie de football était la 33e édition du championnat de première division en Bulgarie. Les 12 meilleurs clubs du pays se retrouvent au sein d'une poule unique, la Vissha Professionnal Football League, où ils s'affrontent deux fois, à domicile et à l'extérieur. À la fin du championnat, les deux derniers du classement sont relégués et remplacés par les deux meilleurs clubs de B PFG, la deuxième division bulgare.
C'est le CDNA Sofia, tenant du titre depuis 1954, qui remporte une nouvelle fois la compétition en terminant en tête du championnat, avec un seul point d'avance sur le Lokomotiv Sofia et 4 sur le PFK Levski Sofia. Il s'agit du 8e titre de champion de Bulgarie de l'histoire du club.

## Les 12 clubs participants
Le système de DSO (Dobrovolni sportni organizatsii, organisation de sport volontaire) du régime communiste prend fin et les clubs reprennent durant le printemps 1957 leur appellation d'origine.
| - DSO Dinamo Sofia : PFK Levski Sofia - CDNA Sofia - DSO Spartak Sofia : FK Spartak Sofia - SKNA Varna : Botev Varna - Promu de B PFG - DSO Udarnik Sofia : PFC Slavia Sofia - DSO Spartak Varna : FK Spartak Varna - DSO Lokomotiv Sofia : Lokomotiv Sofia - DSO Cherveno zname Dimitrov : Marek Stanke Dimitrov - Promu de B PFG - DSO Spartak Plovdiv : Spartak Plovdiv - DSO Spartak Pleven : PFK Spartak Pleven - SKNA Plovdiv : Botev Plovdiv - DSO Minyor Dimitrovo : PFC Minyor Dimitrovo |

## Compétition

### Classement
Le barème utilisé pour établir le classement est le suivant :
- Victoire : 2 points
- Match nul : 1 point
- Défaite : 0 point

| Rang | Équipe                  | Pts | J  | G  | N | P  | Bp | Bc | Diff |
| ---- | ----------------------- | --- | -- | -- | - | -- | -- | -- | ---- |
| 1    | CDNA Sofia T            | 34  | 22 | 15 | 4 | 3  | 53 | 16 | +37  |
| 2    | Lokomotiv Sofia         | 33  | 22 | 16 | 1 | 5  | 33 | 19 | +14  |
| 3    | PFK Levski Sofia C      | 30  | 22 | 12 | 6 | 4  | 46 | 21 | +25  |
| 4    | PFK Spartak Pleven      | 24  | 22 | 8  | 8 | 6  | 28 | 28 | 0    |
| 5    | PFC Minyor Dimitrovo    | 22  | 22 | 8  | 6 | 8  | 30 | 26 | +4   |
| 6    | PFC Slavia Sofia        | 20  | 22 | 7  | 6 | 9  | 38 | 39 | -1   |
| 7    | Spartak Plovdiv         | 19  | 22 | 7  | 5 | 10 | 33 | 41 | -8   |
| 8    | Botev Plovdiv           | 19  | 22 | 6  | 7 | 9  | 22 | 33 | -11  |
| 9    | Botev Varna P           | 18  | 22 | 5  | 8 | 9  | 19 | 24 | -5   |
| 10   | FK Spartak Varna        | 18  | 22 | 6  | 6 | 10 | 23 | 31 | -8   |
| 11   | FK Spartak Sofia        | 16  | 22 | 4  | 8 | 10 | 22 | 35 | -13  |
| 12   | Marek Stanke Dimitrov P | 11  | 22 | 2  | 7 | 13 | 20 | 54 | -34  |

|  | Qualification pour la Coupe d'Europe des clubs champions 1958-1959                       |
|  | Relégation directe en deuxième division                                                  |
|  | T : Tenant du titre C : Vainqueur de la Coupe de Bulgarie P : Promu de deuxième division |

## Bilan de la saison
| Championnat de Bulgarie de football 1957     |                       |
| Champion                                     | CDNA Sofia (8e titre) |
| Coupes et trophées                           |                       |
| Vainqueur de la Coupe de Bulgarie 1957       | PFK Levski Sofia      |
| Qualifications continentales                 |                       |
| Coupe d'Europe des clubs champions 1958-1959 | CDNA Sofia            |
| Promotions et relégations                    |                       |
| Promus en Vissha PFL                         | Dunav Ruse            |
| Promus en Vissha PFL                         | Botev Stara Zagora    |
| Relégués en B PFL                            | FK Spartak Sofia      |
| Relégués en B PFL                            | Marek Stanke Dimitrov |